# Оголошення Японією війни США та Британській імперії

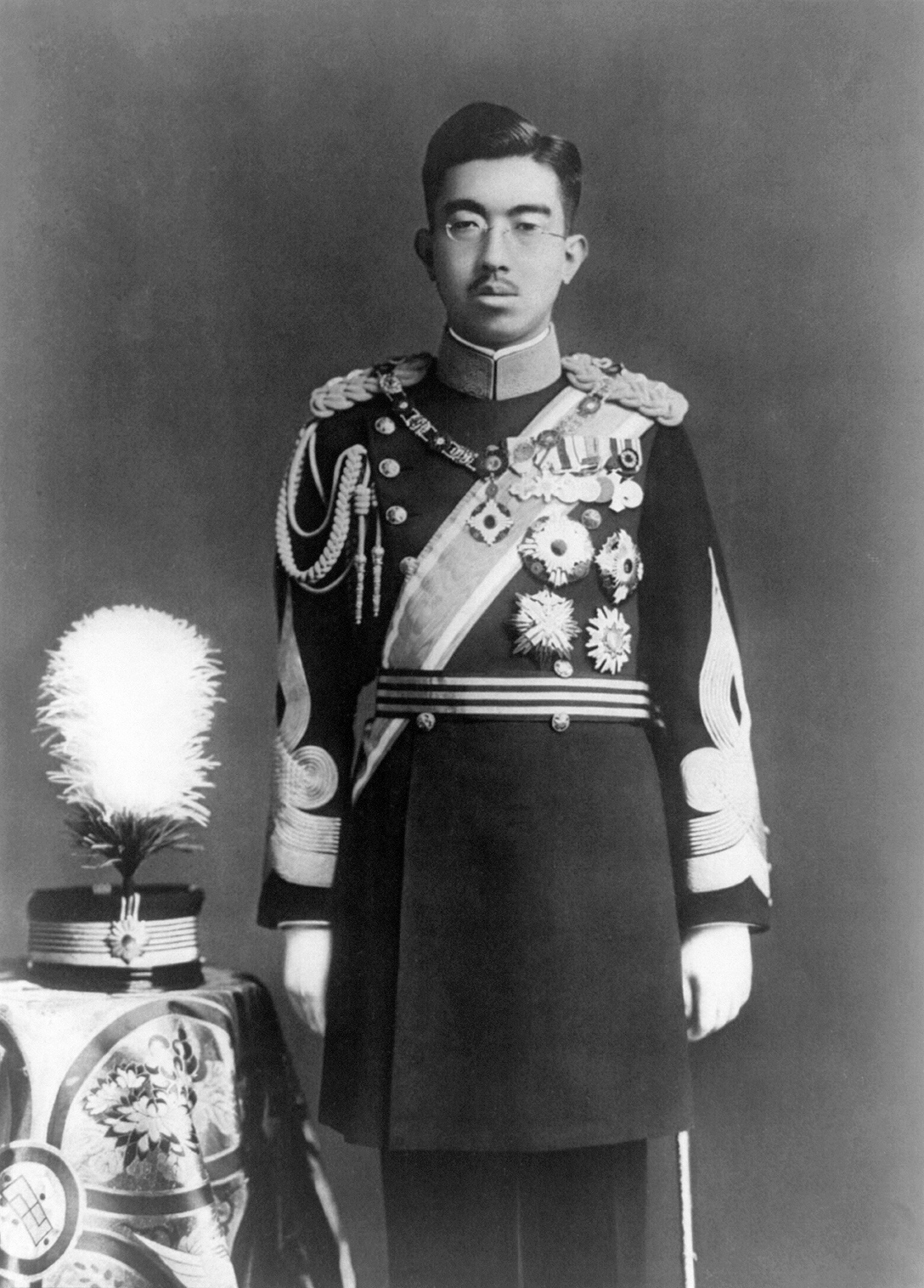
Хірохіто, імператор Японії

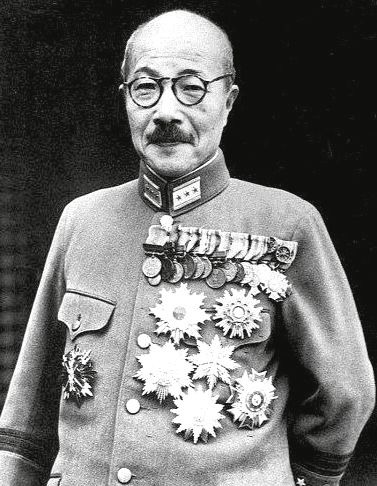
Прем'єр-міністр Японії Хідекі Тоджо

Початок війни імперської Японії із США та Британською імперією розпочався рано вранці 7 грудня 1941 року із нападу на американську військово-морську базу в Перл-Харборі, а також на британські колонії в Малайї, Сінгапурі та Гонконгу. Цей крок став початком війни на Тихому океані. Лише через 7,5 годин після початку атаки, 8 грудня 1941 року, японський імператор видав офіційний указ про оголошення війни Сполученим Штатам Америки і Британській імперії. Того ж дня цей документ був опублікований на перших сторінках усіх вечірніх випусків японських газет.

## Текст документа
Нижче наведено текст про оголошення війни, опублікованого від імені імператора Японії:
«Імператорський рескрипт
Я, волею Неба, Імператор Японії, що займає трон, який з незапам'ятних часів належить нашій династії, оголошую війну Сполученим Штатам Америки та Великій Британії.
Нашій армії та флоту доручаю діяти з максимальною відданістю для досягнення поставлених цілей. Державним службовцям усіх рівнів довіряю неухильно виконувати свої обов'язки, забезпечуючи успішне досягнення національних інтересів. Вся нація має об'єднатися, спрямувавши свої зусилля на підтримку цих цілей, щоб гарантувати перемогу.
Мир і стабільність у Східній Азії, завжди залишалися основою політики нашої держави, закладеної нашим прославленим предком — Імператором Мейдзі, і підтримуваним його наступником — Імператором Тайсьо. Цей курс залишається ключовим орієнтиром для нашої зовнішньої політики, що базується на принципах дружби між народами та спільного процвітання.
Однак ситуація склалася так, що наша держава змушена вдаватися до дій, які не входять до нашої першочергової волі. Більше чотирьох років тому Китай, хибно зрозумівши наші наміри, порушив стабільність у Східній Азії, через що наша держава була змушена використовувати силу. Тому ми хочемо відновити співпрацю з Національним урядом Китаю. Режим у Чунціні, підтримуваний Сполученими Штатами та Великою Британією, продовжуючи опір, створює загрозу в регіоні.
Обидві держави, маючи на меті домінування на Сході, підтримують цей режим, активізують військові дії навколо нашої імперії, посилюючи напруженість у регіоні. Їхня політика, зокрема блокада нашої торгівлі та економічний тиск, створює пряму загрозу для нашої імперії. Ми завжди мали прагнення до мирного врегулювання, терпляче чекаючи відповідей з їхнього боку. Проте їхня позиція не залишає нам іншого вибору, крім того, як захистити свої національні інтереси, використовуючи всі засоби.
Ці дії спрямовані на ліквідацію загрози, що перешкоджає стабільності Східної Азії та ставить під сумнів майбутнє нашої держави. Я впевнений, що наші дії забезпечать досягнення довготривалого миру, який слугуватиме інтересам усіх народів регіону, зміцнивши славу та силу нашої імперії.
Покладаючи свої надії на відданість і мужність нашого народу, сподіваюся на виконання місії, заповіданої нашими предками. Нехай завдяки спільним зусиллям зло буде викорінено, а мир у регіоні — забезпечено.
Указ було підписано та засвідчено Великою друкарнею імперії в Імператорському палаці в Токіо 7 грудня 1941 року (п'ятнадцятий рік епохи Сьова за японським календарем, відповідає 2602-му року від заснування імператорського престолу).»

## Історичний контекст
Документ офіційно оголосив війну Сполученим Штатам Америки та Британській імперії, пояснюючи, що Японія вичерпала всі можливості для мирного врегулювання конфлікту. У тексті наголошувалося на передбачуваних діях цих держав, які, як стверджувалося, підривали зовнішню політику Японії.
На початку 1930-х років Японія почала експансію в Східній Азії, вторгнувшись до Маньчжурії в 1931 році та почала Другу японо-китайську війну в 1937 році. Її призначення було створення так званої «Сфери співпроцвітання Великої Східної Азії» — концепції, яка, словами японського уряду, мала об'єднати країни регіону в економічну та політичну спільноту. Проте ця ідея фактично використовувалася як прикриття для імперіалістичних планів Токіо контролю над значною частиною Азії.
У відповідь на агресію Японії Сполучені Штати у серпні 1941 року запровадили нафтове ембарго, яке значно ускладнило доступ Японії до ресурсів, причому деякі з них були важливими для продовження воєнних дій. Також було накладено заборону на постачання сталі, що ще більше обмежило військові можливості Японії.
Для японського керівництва ембарго стало серйозним викликом, який вони сприйняли як ворожий та провокаційний акт. У відповідь 7 грудня 1941 року Японія здійснила несподівану атаку на американську військово-морську базу Перл-Гарбор, після чого офіційно оголосила війну Сполученим Штатам та Британській імперії. Ця подія стала поворотним моментом, що призвело до участі США в Другій світовій війні та суттєво змінило її хід.